# Radio in Giappone

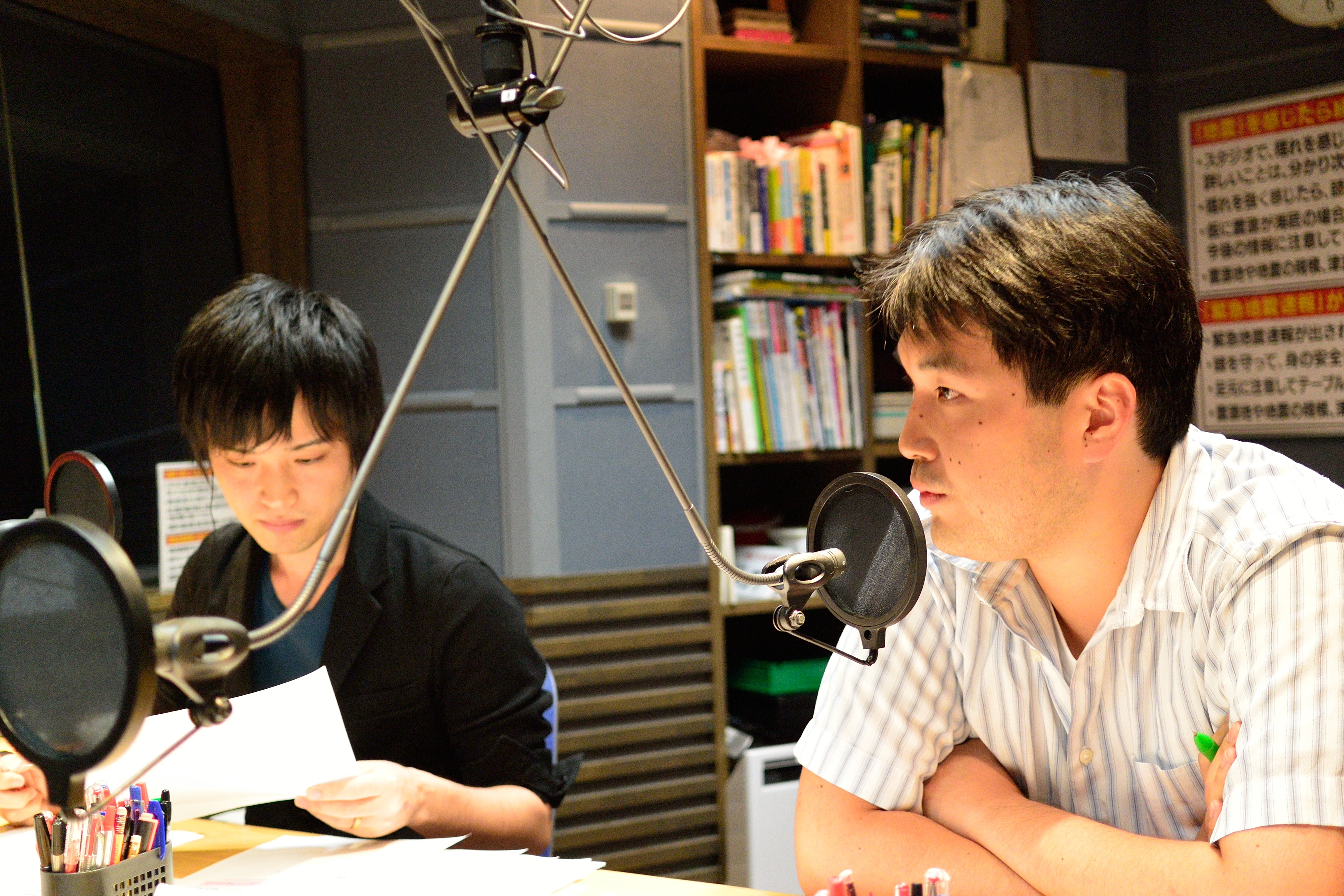
Lo studio di un'emittente radiofonica giapponese

La radio in Giappone debuttò nel 1925 quando tre stazioni locali di Tokyo, Nagoya e Osaka, antesignane della compagnia pubblica NHK, ricevettero il nullaosta dal governo per poter dare via alle prime trasmissioni. 
Durante la seconda guerra mondiale i programmi radiofonici finirono per riflettere le politiche militaristiche del governo giapponese e per tutta la durata del conflitto la radio fu un'importante arma di propaganda dello Stato. Con la riforma del sistema radiotelevisivo del 1950 la NHK divenne una società indipendente sostenuta dal canone pagato dagli ascoltatori e contemporaneamente venne liberalizzato il mercato delle trasmissioni a carattere commerciale. Nacquero così i primi network privati come Japan Radio Network, National Radio Network, Japan FM Network e Japan FM League.
Con l'avvento della televisione il medium radiofonico perse man mano il ruolo di principale fonte di intrattenimento e informazione per i giapponesi, e oggi solo una minima parte della popolazione ascolta la radio frequentemente.

## Storia

### I primi esperimenti e la fondazione della Nippon Hōsō Kyōkai

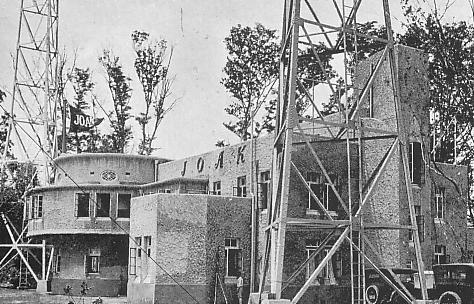
La sede della prima radiostazione di Tokyo, una delle tre stazioni che andarono a formare nel 1926 la Nippon Hōsō Kyōkai

Già a seguito della conferma dell'esistenza dell'energia elettrica nel XVIII secolo, numerosi si susseguirono gli esperimenti sul suo possibile impiego nel campo delle comunicazioni. In Giappone il primo esperimento sulla telegrafia senza fili fu effettuato nel 1886 da Shida Rinzaburō sfruttando il fenomeno della conduzione elettrica nelle acque del fiume Sumida a Tokyo. Prima ancora, Hiraga Gen'nai aveva costruito un generatore di elettricità statica, l'elekiter, partendo dalle scoperte degli olandesi di stanza a Nagasaki. 
Nel suo discorso il direttore Gotō Shinpei elencò gli obiettivi che la radio avrebbe dovuto perseguire all'interno del contesto della società giapponese: creare pari opportunità culturali (condividendo universalmente i benefici della radio e allo stesso modo eliminando i confini tra città e campagna, fasce d'età, generi e classi sociali), dare nuovo lustro alla vita domestica (le famiglie potevano trascorrere del tempo a casa insieme beneficiando di questo nuovo intrattenimento domestico), diffondere l'istruzione e rivitalizzare l'economia del paese.
A portare avanti le ricerche sulla tecnologia radio e a intraprendere le iniziative necessarie per la sua diffusione nel paese fu soprattutto il governo giapponese. Sulla scia del successo di KDKA negli Stati Uniti, dal 1920 il Ministero delle comunicazioni cominciò a vagliare le richieste di licenza per le prime emittenti radiofoniche in Giappone, molte delle quali giunsero da parte di negozi di attrezzature per le comunicazioni, case editrici, agenzie di stampa o giornali. Il governo premeva affinché le varie compagnie si fondessero tra loro riorganizzandosi in istituzioni non profit e, dopo tale processo di consolidazione, tre stazioni a Tokyo, Osaka e Nagoya ricevettero il nullaosta potendo così iniziare a trasmettere a partire dal 1925. Le prime prove di trasmissione furono effettuate da uno studio temporaneo della radiostazione di Tokyo a Shibaura la mattina del 22 marzo, quando un annunciatore scandì lettera per lettera l'indicativo di chiamata "JOAK" prima di lasciare la parola all'allora direttore Gotō Shinpei. Le trasmissioni regolari presero via invece nel luglio successivo dalla studio di Atagoyama, facendo entrare definitivamente il Giappone nell'era della tecnologia dell'informazione e delle telecomunicazioni.
Dopo l'inizio delle trasmissioni locali per il governo divenne sempre più urgente la creazione di una istituzione centrale per la gestione dei servizi di radiodiffusione che potesse raggiungere tutto il territorio nazionale. Le tre stazioni di Tokyo, Osaka e Nagoya vennero così fuse nel 1926 in un'unica organizzazione nazionale chiamata Nippon Hōsō Kyōkai, un'entità legale semi-governativa che iniziò a operare sotto la supervisione del Ministero delle comunicazioni. Entro il 1929 la Nippon Hōsō Kyōkai aveva raggiunto la quasi totalità del paese attraverso l'apertura di altre quattro stazioni nelle aree di Hokkaidō, Tōhoku, Chūgoku e Kyūshū.

### La radio prima e dopo la guerra: nasce la radio commerciale

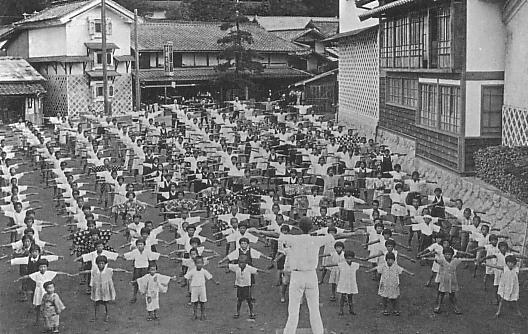
Folla di persone compie esercizi ginnici con l'ausilio della radio negli anni trenta del XX secolo

Le prime trasmissioni riguardavano soprattutto dirette di tornei di baseball scolastici e programmi educativi. Nel 1928 fu introdotta a Tokyo la ginnastica ritmica via radio, con un accompagnamento musicale per svolgere esercizi in casa o all'aperto. Tale attività, divenuta in pochi anni estremamente popolare, contribuì a creare un senso di unità e ad attestare la radio come parte integrante della vita quotidiana dei giapponesi.
Dopo un primo periodo in cui godette di relativa indipendenza, il palinsesto della Nippon Hōsō Kyōkai passò in breve tempo sotto il diretto controllo delle autorità governative. Dalla fine degli anni venti, infatti, il Giappone stava sperimentando un momento di forte instabilità politica, a causa della crisi finanziaria, dell'aumento della disoccupazione, del crollo delle borse e del crescente sentimento anti-governo alimentato dai gruppi più estremisti. Il tentativo di colpo di Stato del 1936, la cui riuscita fu sventata anche grazie a una serie di comunicati trasmessi via radio ai ribelli, convinse il governo delle potenzialità della radio come mezzo di comunicazione di massa e del suo possibile utilizzo come arma di propaganda.

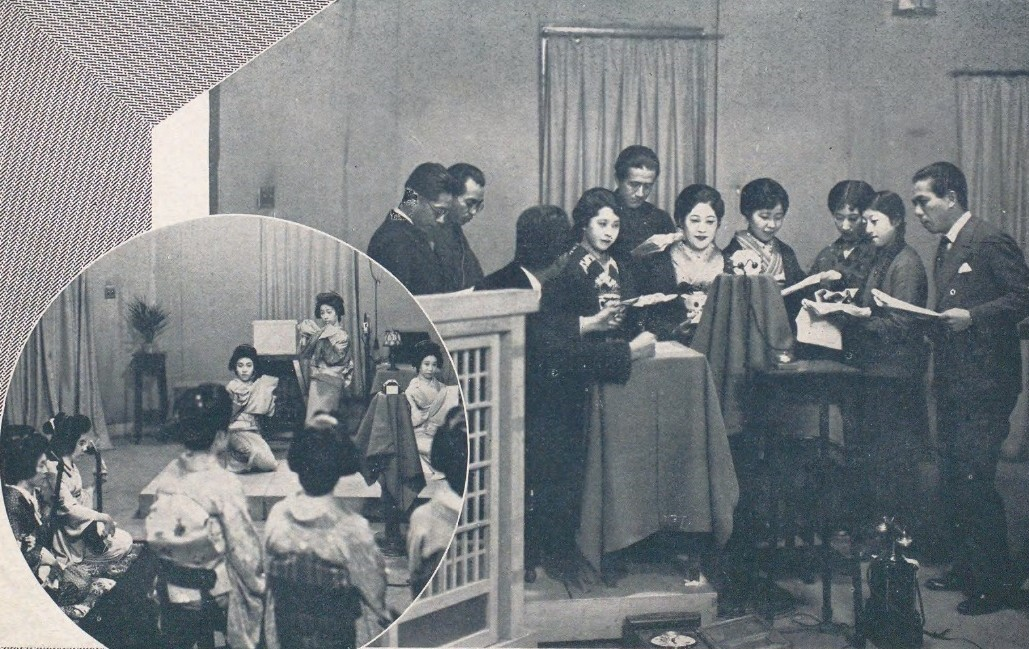
Attori e interpreti durante la registrazione di una trasmissione radiofonica a Tokyo, anni 1930 circa

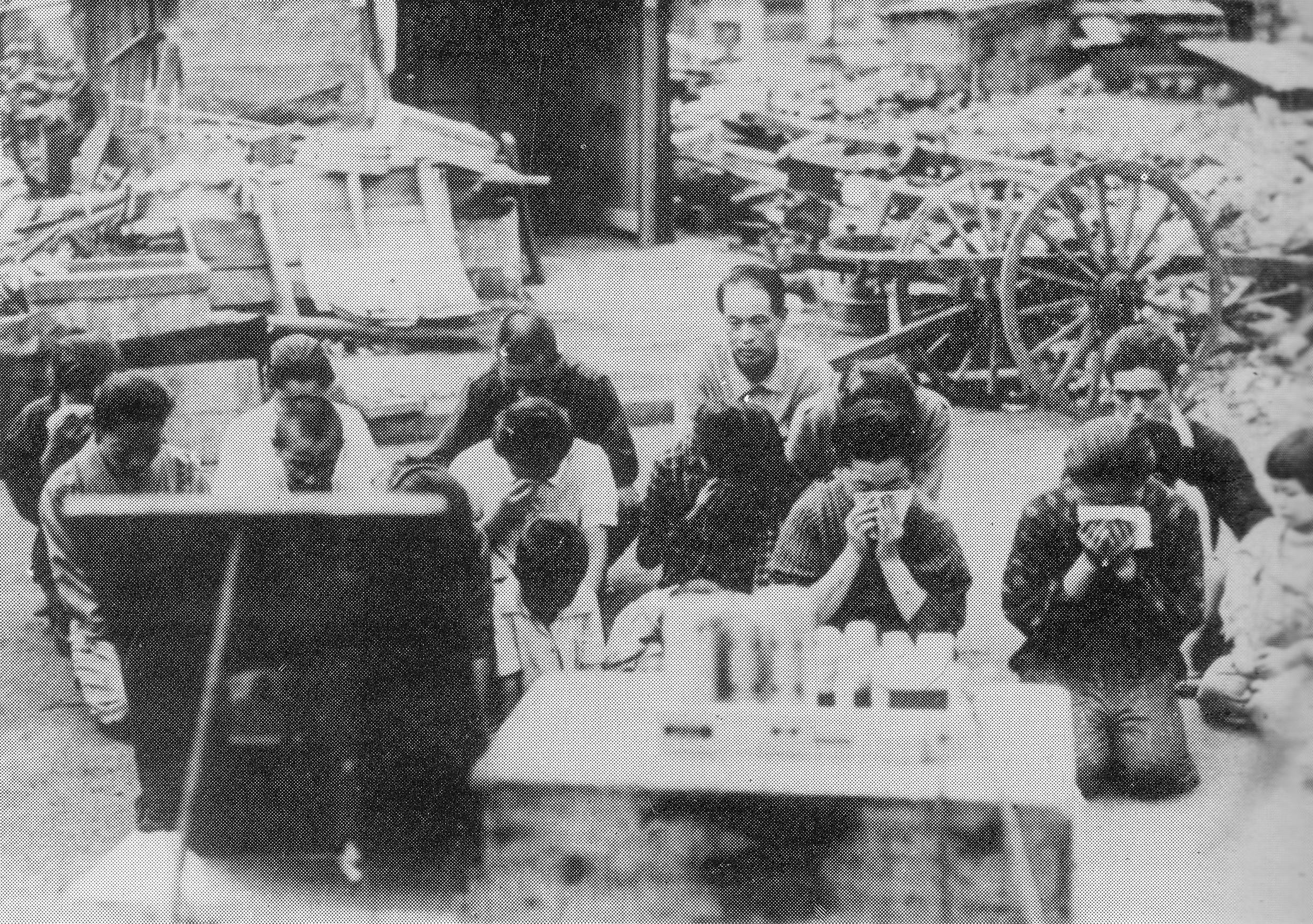
Civili giapponesi ascoltano la trasmissione del rescritto imperiale della resa del Giappone agli Alleati

Così durante la seconda guerra mondiale i programmi radiofonici finirono ancor di più per riflettere le politiche militaristiche del governo giapponese. La radio era il mezzo attraverso cui i giapponesi potevano rimanere aggiornati sull'evolversi della guerra, sebbene il governo evitasse accuratamente di diffondere i particolari più spiacevoli in modo da non minare il morale della gente e rassicurare il suo popolo su una sempre più improbabile vittoria del conflitto. Allo stesso modo l'opera di propaganda disfattista portata avanti da Iva Toguri D'Aquino e dalle altre Tokyo rose su Radio Tokyo aveva lo scopo di demoralizzare i soldati americani. Il 15 agosto 1945, sei giorni dopo il secondo bombardamento atomico su Nagasaki, l'imperatore Hirohito si rivolse per la prima volta a suoi cittadini annunciando via radio la resa agli Alleati e ponendo di fatto fine alle ostilità.
Dopo la guerra le forze di occupazione rimossero qualsiasi controllo governativo e militare sulla Nippon Hōsō Kyōkai. Nel 1950, in seguito a una riforma del sistema radiotelevisivo giapponese, questa divenne una società indipendente sostenuta dal canone pagato dagli ascoltatori e contemporaneamente venne liberalizzato il mercato delle trasmissioni a carattere commerciale. Il 1º settembre 1951 la prima emittente commerciale, la CBC Radio "Joar" di Nagoya, iniziò a trasmettere, seguita poco dopo dalla NJB di Osaka. Successivamente numerose altre emittenti ottennero i diritti di trasmissione (tra queste ABC Radio, RKB Radio, KBS Kyoto e KRT Radio Tokyo) e nel 1952 si contavano diciotto radiostazioni private operative. Si entrò così in una nuova era, che vedeva da una parte l'emittente pubblica Nippon Hōsō Kyōkai (da allora meglio identificata con l'acronimo inglese NHK) e dall'altra le emittenti commerciali finanziate dalle entrate pubblicitarie.
Pur non diventando mai un mezzo di comunicazione votato all'intrattenimento come negli Stati Uniti, la radio giocò comunque un ruolo di grande importanza nel risollevare il morale del popolo giapponese durante il difficile periodo di transizione post-bellico. La riforma del sistema radiotelevisivo voluta dagli Alleati favorì infatti la nascita di un nuovo genere di programmi pensati appositamente per il pubblico. Il più noto tra questi, Gaitō rokuon, rappresentò un concetto del tutto nuovo per i radioascoltatori giapponesi, proponendo interviste e scambi di opinioni registrate direttamente in strada tra la gente. Nacquero altresì i primi giochi a premi (come Kimi no na wa, Watashi wa dare deshō e Tonchi kyōshitsu) e serial radiofonici (tra cui Mukō sangen ryōdanari e Kane no naru oka), il cui concetto fu importato proprio dall'America; i concorsi canori per dilettanti come Nodo jiman shirōto ongakukai contribuirono invece alla popolarizzazione del canto come nuova forma di intrattenimento. Con la fine del periodo occupazionista ripresero anche le trasmissioni internazionali su Radio Giappone dopo sei anni di silenzio forzato.

### L'avvento della TV e la nascita delle prime stazioni FM
Nel 1951 andò in onda la prima edizione del festival musicale Kōhaku uta gassen, popolare programma che dal 1953 passò  dalla radio alla televisione divenendo in poco tempo un fenomeno di costume e uno degli eventi mediatici più seguiti del paese. A causa dell'avvento del nuovo medium, la radio cominciò tuttavia a perdere il suo appeal agli occhi degli sponsor, cosicché le stazioni commerciali rischiarono di ritrovarsi senza la loro principale fonte di introiti. Nel tentativo di reggere la concorrenza del nuovo strumento, molte di esse iniziarono così a proporre programmi adatti a un pubblico più giovane, estendendo gli orari di trasmissione fin oltre la mezzanotte e limitando il numero di quiz e soap opera per ridurre i costi di gestione. Negli anni sessanta l'istituzione dei network privati Japan Radio Network (JRN) e National Radio Network (NRN) portò all'accordo per la trasmissione delle partite notturne di baseball professionistico, che attraverso le principali stazioni commerciali poterono raggiungere tutto il paese. Il 1º ottobre 1967, su Nippon Broadcasting System, una delle radio di punta di NRN, fu trasmessa la prima puntata di All Night Nippon, che nel tempo sarebbe emerso come uno dei programmi radiofonici di maggior successo della storia radiofonica del Giappone.
Nel 1954 la compagnia statunitense Regency lanciò sul mercato la prima radio a transistor della storia, seguita da lì a poco dall'uscita del modello TR-55 della Sony, nell'agosto del 1955. L'apparecchio radiofonico divenne così, da ingombrante e costoso elettrodomestico, un oggetto sempre più piccolo, maneggevole e per questo fruibile ovunque; proprio la sua trasportabilità ebbe un impatto fortissimo sui comportamenti sociali dell'epoca e aiutò la radio a riconquistare gran parte di quella popolarità perduta negli anni precedenti. Durante il boom delle automobili a cavallo degli anni sessanta e settanta, la radio si dimostrò ancor di più un oggetto indispensabile per la vita di tutti i giorni dei giapponesi, grazie alla sua capacità di fornire notizie e informazioni periodiche agli automobilisti in viaggio.

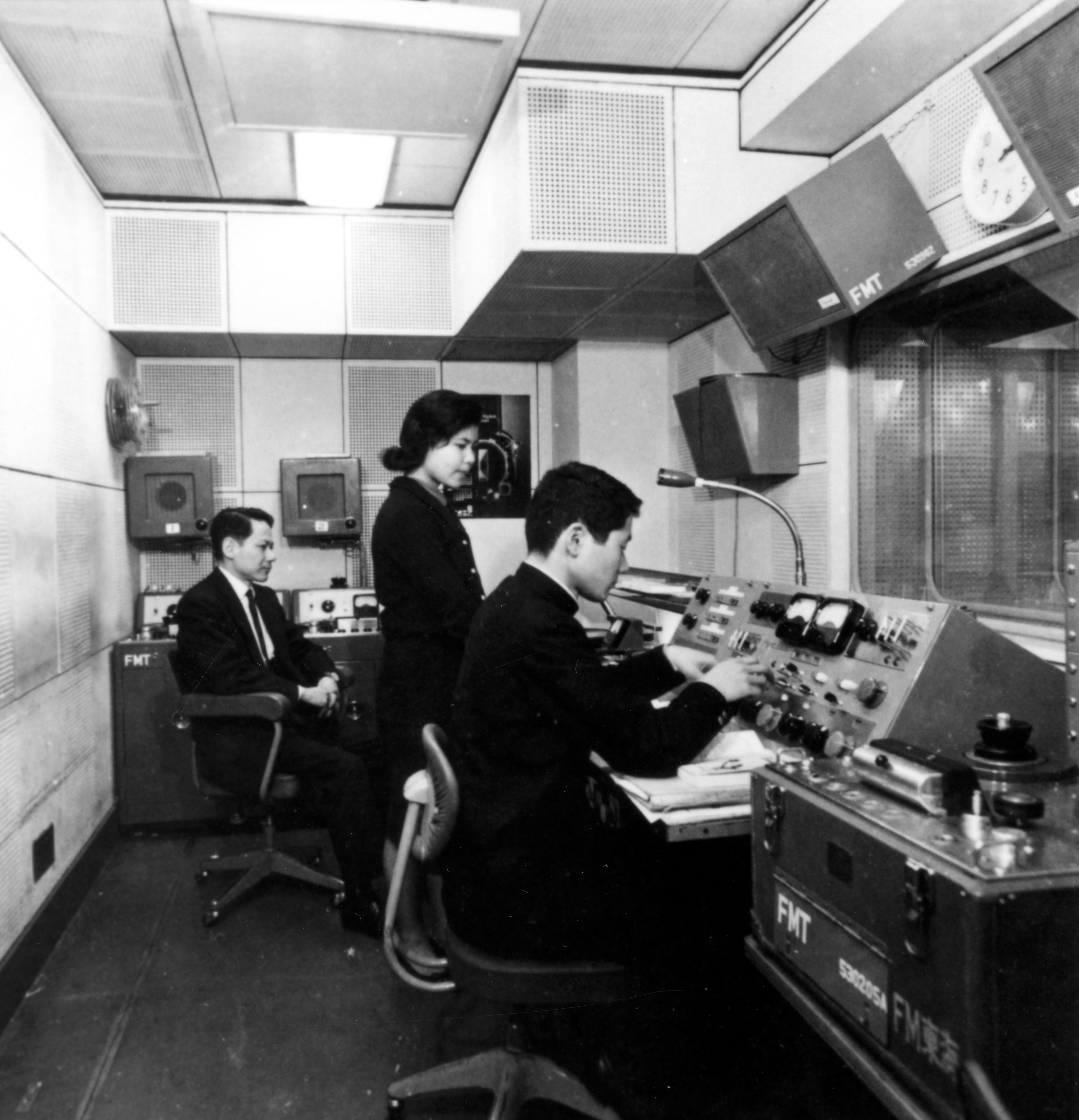
Prove di trasmissione di FM Tokai (oggi FM Tokyo) nel 1965

Nel frattempo il Ministero della comunicazioni aveva concesso la licenza per le trasmissioni in FM alla NHK in via sperimentale e per il 1968 la rete copriva quasi l'80% del paese. FM NHK iniziò a trasmettere in via ufficiale nel 1969, seguita da lì da poco da FM Aichi Music; un anno più tardi fu la volta di FM Osaka, FM Tokyo e FM Fukuoka Music. Inizialmente il governo non permetteva la presenza di più di una radiostazione privata per prefettura, ma dal 1988 alcune di queste restrizioni vennero attenuate. In quegli anni videro così la luce J-Wave e FM 802, che iniziarono a trasmettere rispettivamente da Tokyo e da Osaka. Nel 1993 nacquero Zip-FM (Nagoya), Cross FM (Fukuoka) e North Wave (Sapporo). Queste, insieme a J-Wave e FM 802, formarono la Japan FM League (JFL), la quale andò a contrapporsi alle stazioni del Japan FM Network (JFN) con a capo FM Tokyo.
Negli anni duemila si assistette inoltre a un aumento del numero di stazioni rivolte specificamente ai residenti stranieri, come la InterFM di Tokyo, la FM Cocolo a Osaka e Love FM a Fukuoka.

### L'era della radio digitale e satellitare
Contestualmente alla nascita della prima pay-TV satellitare in Giappone, WOWOW, nel dicembre del 1990 fu inaugurata la prima stazione radiofonica digitale via satellite al mondo, St. Giga, che iniziò a trasmettere ufficialmente a partire dall'aprile 1991. Successivamente numerose altre radio iniziarono a fornire servizi simili, e all'inizio degli anni duemila le radiostazioni operative erano dieci, per un totale di ventitré canali. Tuttavia, tra il 2004 e il 2006, tutte le emittenti cessarono le proprie operazioni ritirandosi dal mercato. Anche St. Giga, dopo varie transazioni, fu acquistata nel 2003 dalla World Independent Networks Japan prima di chiudere definitivamente i battenti nel novembre 2007. 
Intanto, come previsto da una modifica sulla legge sulle trasmissioni del 1989, sei radiostazioni poterono iniziare a trasmettere utilizzando la normale rete satellitare per telecomunicazioni, a partire dal 1992. Anche queste ebbero tuttavia vita breve, lasciando sul mercato un solo operatore, Music Bird. Soltanto dopo il passaggio alle trasmissioni digitali nel 1998 si affacciarono diversi altri provider, tra cui Sky PerfecTV!.

### La radio via web

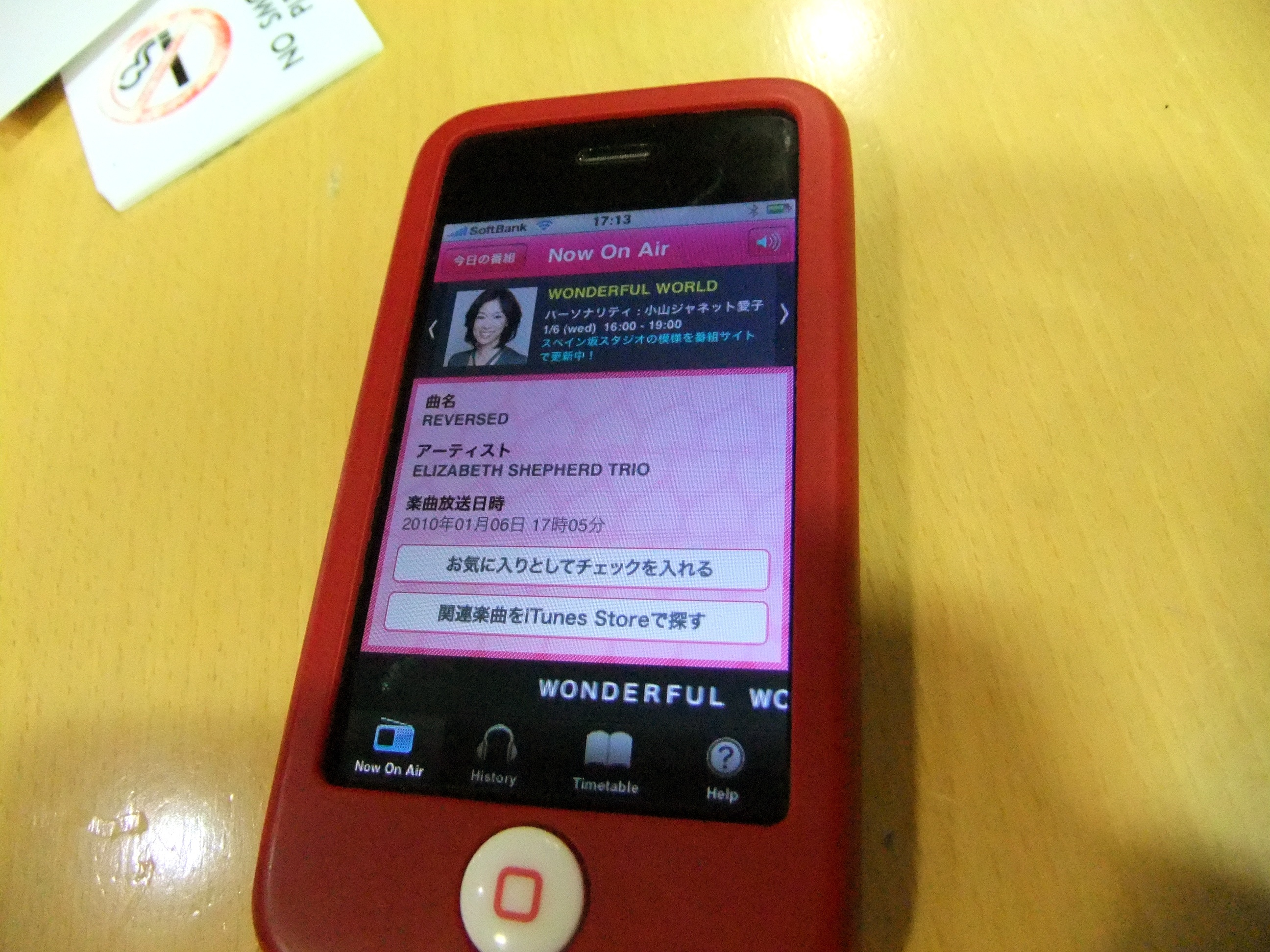
La prima applicazione radio per iPhone di FM Tokyo

Sebbene il Giappone fosse stato nei primi anni duemila uno dei paesi pionieri nella distribuzione di musica digitale per cellulari attraverso la tecnologia chaku-uta (suonerie musicali), la graduale affermazione degli smartphone, sommata alla proliferazione di siti web per il download illegale e la conseguente reticenza dei colossi della musica nipponica nel fornire contenti gratuiti via web, finì per creare una fase di stallo nel mercato dei servizi musicali online in Giappone. Le più famose applicazioni specializzate nella distribuzione di contenuti musicali come iTunes, Napster e il servizio radio di Mixi faticarono non poco a fare breccia all'interno del mercato giapponese.
Al 2011 l'applicazione radio più scaricata era FM Tokyo, seguita a lunga distanza da SuonoDolce (servizio gratuito della Nippon Broadcasting System), Community FM, la versione per iPhone di Community Simul Radio Alliance e i-Radio.fm. Un'altra applicazione popolare è Radiko (di proprietà della Dentsu), il cui servizio a pagamento fu lanciato nel 2008. La diffusione di queste app è comunque nettamente inferiore rispetto a paesi come gli Stati Uniti, il che evidenzia in età contemporanea un certo disinteresse dei giapponesi nei confronti del medium radiofonico.

## Uso e diffusione
In Giappone solo una minima parte della popolazione ascolta la radio frequentemente, con meno del 40% che ascolta la radio almeno una volta alla settimana. I giapponesi tendenzialmente spendono più tempo a leggere i media di stampa (giornali, riviste, libri, manga) o al cellulare rispetto all'ascolto di programmi radiofonici. Un sondaggio della NHK del 1952 ha rivelato che i giapponesi trascorrevano una media di circa quattro ore al giorno ascoltando la radio; nel 2009 questa media era scesa a meno di 40 minuti al giorno. Nella capitale Tokyo, dove è presente un maggior numero di radiostazioni, la media sale a circa 100 minuti al giorno. 
Coloro che passano più tempo all'ascolto della radio sono gli ultrasessantenni, ovvero la generazione cresciuta quando la radio rappresentava il principale mezzo di comunicazione di massa, mentre quest'ultima fatica ad attrarre le generazioni più giovani. La televisione in Giappone infatti non fu introdotta fino al 1953, e raggiunse i 20 milioni di spettatori (pari a circa un quinto della popolazione dell'epoca) solo nel 1967. Nel 1932 si contavano invece già più di 1,4 milioni di radioricevitori, mentre nel 1954 i radioascoltatori erano più di undici milioni.
Il divario in fatto di ascolti tra le generazioni più giovani e quelle più anziane risulta altrettanto marcato tra uomini e donne, dove il mondo degli affari dei salaryman è strettamente separato dallo spazio domestico della casalinga, le cui mansioni favoriscono un più facile accesso alla televisione. Per lo stesso motivo la radio ha molto più successo tra gli automobilisti o tra i pendolari sui treni, dove gli auricolari aiutano a creare una sensazione minima di spazio personale.
Il picco di ascolti viene raggiunto alle 10 del mattino, quando il numero degli ascoltatori supera temporaneamente quello dei telespettatori. A mezzogiorno, quando le emittenti televisive private trasmettono i loro dorama quotidiani, gli ascolti radio diminuiscono bruscamente, per poi risalire fino alle 16.00, quando anche gli ascoltatori più fedeli iniziano a voltare il proprio interesse verso la programmazione televisiva. Di notte, l'audience è rappresentata principalmente da persone anziane, e tra i programmi più popolari figurano i notiziari della NHK, nonché i generi della commedia giapponese rakugo e manzai.

## Struttura della radio in Giappone
A causa di rigide disposizioni governative, il Giappone possiede un numero relativamente basso di stazioni radio. In generale, ogni prefettura ha tre stazioni NHK pubbliche, una stazione AM privata (alcune sono anche su FM) e una stazione FM privata. Aree molto popolate, come la regione del Kantō o la regione del Kansai, possono comunque avere più stazioni. Diverse stazioni AM posseggono inoltre la licenza per le trasmissioni televisive all'interno della propria prefettura di competenza. Non è possibile ascoltare le stazioni giapponesi dall'estero, mentre tra una prefettura e l'altra questo è possibile solo tramite il servizio web della Radiko.

### Network e tipi di trasmissione
Oltre alla radio pubblica NHK, in Giappone vi sono 48 stazioni AM e 51 stazioni FM suddivise tra i vari network privati (Japan Radio Network e National Radio Network in AM, Japan FM Network, Japan FM League e MegaNet in FM). È presente inoltre un circuito di radio comunitarie che consta di circa 300 radiostazioni. I governi locali possono richiedere anche l'istituzione di radio temporanee per fronteggiare improvvise emergenze come terremoti e altre catastrofi. La Japan Amateur Radio League gestisce infine le numerose radiostazioni amatoriali sparse per il territorio sotto la supervisione del Ministero degli affari interni e delle comunicazioni.
Le radio in Giappone possono essere sia a carattere generalista sia di stampo tematico. Nel primo caso almeno il 30% della programmazione deve essere dedicata alle news o a programmi culturali o di informazione; nel secondo caso una stazione può dedicare il suo palinsesto esclusivamente a programmi musicali o educativi. Per una stazione a tema educativo (come NHK Radio 2) almeno l'80% della programmazione deve essere dedicata a programmi di divulgazione culturale.
| Tipo di stazioni | Tipo di trasmissione | Network                                                                            |
| ---------------- | -------------------- | ---------------------------------------------------------------------------------- |
| Pubbliche (NHK)  | AM                   | NHK Radio 1, NHK Radio 2                                                           |
| Pubbliche (NHK)  | FM                   | NHK FM                                                                             |
| Private          | AM                   | JRN (Japan Radio Network), NRN (National Radio Network)                            |
| Private          | FM                   | JFN (Japan FM Network), JFL (Japan FM League), MegaNet (Megalopolis Radio Network) |
| Private          | Onde corte           | Radio Nikkei                                                                       |
| Private          | Satellitare          | Music Bird, Sky PerfecTV!, Usen                                                    |
| Private          | Filodiffusione       | Cansystem, Usen440                                                                 |

### Utilizzo della banda radio
regione 1
     regione 2
     regione 3

Divisione delle regioni ITU: Il Giappone si trova nella terza regione
regione 1
regione 2
regione 3

L'uso della banda radio in Giappone è regolamentata dal Ministero degli affari interni e delle comunicazioni secondo la legge sulle trasmissioni del 1950. 
Fino al 2011 la porzione di banda destinata alle trasmissioni radiofoniche in FM era compresa tra le frequenze che vanno da 76 a 90 MHz, mentre la sezione da 90 a 108 MHz era dedicata alla trasmissione di tre canali televisivi analogici. Con la transizione alla televisione digitale la porzione destinata alle trasmissioni in FM è stata allargata fino a 95 Mhz, mentre il resto verrà riservato all'introduzione di futuri servizi in multimedia. La prima emittente a trasmettere in via sperimentale sulla nuova banda fu Nankai Broadcasting, che iniziò la propria programmazione in FM il 3 novembre 2014 sulla frequenza di 91,7 Mhz.
Il Giappone si trova nella terza regione secondo la classificazione dell'Unione internazionale delle telecomunicazioni (ITU), che si occupa di definire gli standard nelle telecomunicazioni e nell'uso delle onde radio. I prefissi internazionali dei servizi di comunicazione assegnati al Giappone dall'ITU sono JAA–JSZ, 7JA–7NZ e 8JA–8NZ.